# El terror llama a su puerta
Night of the Creeps, conocida en español por el título El terror llama a su puerta, es una película de terror de zombis de 1986, dirigida por Fred Dekker y protagonizada por Allan Kayser, David Paymer y Jason Lively. Aunque es claramente una película de clase B, la película es una parodia de su propia clase (pues que el título ya se encuentra en inglés recuerda a la Noche de los Muertos Vivientes) y se une a los zombis y otros elementos clave, tales como las invasiones de especies exóticas.

## Argumento
En 1959, a bordo de una nave espacial, dos extraterrestres corren para evitar que un tercer miembro de la tripulación libere un experimento. El tercer alienígena aparentemente poseído dispara el bote al espacio donde se estrella contra la Tierra. Cerca de allí un universitario llamado Johnny y su novia Pam, ven caer una estrella fugaz y el muchacho decide ir a investigar el lugar del impacto ignorando que allí ronda un psicópata que ha escapado del manicomio local. Al adentrarse en el bosque el joven encuentra el bote; mientras tanto Pam, quien lo esperaba en el auto, es emboscada y descuartizada por el maníaco con un hacha. Mientras Johnny estudia el contenedor, de su interior salta una criatura parecida a una babosa que entra por su boca y se aloja en su cerebro.
Veintisiete años después, en 1986, Chris Romero (Jason Lively), un muchacho recién ingresado a la universidad, es consolado por su amigo discapacitado JC ya que aún lamenta ser abandonado por novia de la secundaria; esto cambia cuando conoce a Cynthia Cronenberg de quien se enamora instantáneamente y para llamar su atención decide unirse a una fraternidad. El novio de Cynthia, que dirige la fraternidad Beta Épsilon les encarga, como prueba de iniciación, robar un cadáver del centro médico de la universidad y depositarlo en las escaleras de una fraternidad rival. 
Chris y J.C. entran de noche al recinto y encuentran una habitación secreta donde un cadáver es mantenido en sueño criogénico por medio de maquinaria de alta tecnología desde donde lo retiran para cumplir su encargo, pero huyen cuando los sorprende un empleado a quien el cadáver asesina cuando despierta. El detective Ray Cameron, un atormentado policía, es llamado al laboratorio de criogenia, donde descubre que el cadáver que se mantenía allí era Johnny y ahora está desaparecido. 
Johnny regresa a la casa de la fraternidad donde recogió a Pam en 1959 y allí, su cabeza se abre y suelta más babosas. Llamado a la escena, el detective Cameron encuentra el cuerpo, interpretando el estado de la cabeza como resultado de una herida de hacha en la cara. Al día siguiente, los miembros de la fraternidad acusan a Chris y J.C. de tirar el cadáver en la fraternidad equivocada; luego son llevados para ser interrogados por la policía ya que el conserje que los vio huir del centro médico de la universidad, por lo que confiesan haber irrumpido pero niegan haber sacado el cadáver. Esa noche, el empleado asesinado por Johnny se levanta de la morgue y asesina al conserje.
Cynthia intenta convencer a Chris y J.C. de que los ataques están relacionados con zombis, pero se muestran escépticos; aun así, J.C. decide retirarse para que Chris pueda pasar tiempo a solas con Cynthia. Estando en el baño J.C. es rodeado por las criaturas, descubriendo que son altamente inflamables cuando logra matar una al intentar espantarlas con fuego; sin embargo, no es capaz de evitar que lo posean.
Tras acompañar a Cynthia hasta su fraternidad Chris se encuentra con el detective Cameron, quien lo lleva a su casa, donde confiesa al joven que Pam era su novia pero lo abandonó antes de conocer a Johnny; en 1959 él era un policía novato y aún amaba a Pam, por lo <que tras su muerte se dedicó a rastrear al asesino del hacha para vengarse y tras encontrarlo lo asesino de un escopetazo al corazón y enterró su cuerpo en el terreno donde ahora está la fraternidad de Cynthia, el detective explica a Chris que le ha revelado todo esto ya que no entiende lo que está sucediendo, pero esta seguro de que esta conectado con los incidentes actuales.
Esa noche las criaturas logran reanimar el cadáver del lunático, quien sale desde el suelo y asesina a la madre de la fraternidad. El detective Cameron acompañado de un equipo de agentes persigue y arrincona al cadáver descubriendo que es el asesino del hacha que vuelto a la vida, por lo que le vuela la cabeza con su escopeta, lo que libera más criaturas.
La noche siguiente, mientras todos se preparan para un baile formal, Chris encuentra un mensaje grabado que J.C. le dejó póstumamente señalando que las criaturas babosas se han incubado en su cerebro, pero ha descubierto que son susceptibles al fuego, por lo cual usó sus últimas fuerzas para advertirle y posteriormente usar el transformador de la universidad para incinerarse con el alto voltaje. 
Mientras tanto los hermanos de Beta Épsilon usan un bus para recoger a Cynthia y sus compañeras en hermandad y llevarlas al baile, pero en mitad del trayecto un perro infectado por las criaturas se cruza y los hace volcar, tras lo cual los parásitos se apoderan de los cadáveres y se dirigen a la casa de las muchachas.
Chris se presenta en casa del detective Cameron, que estaba en medio de un intento de suicidio, le revela la muerte de J.C. y la existencia de las criaturas, por lo que recuperan un lanzallamas del arsenal de la policía y llegan a la fraternidad justo cuando Cynthia rompe con Brad, quien está poseído. Después de matarlo, aparecen los hermanos de la fraternidad Beta, por lo que Cynthia y Chris se unen para mantenerlo a raya en el jardín mientras el detective Cameron despeja el interior de la casa.
Tras detener la horda, Chris descubre muchas criaturas corriendo hacia el sótano; Cynthia explica que un miembro de la hermandad había recibido muestras de cerebros para la clase de biología, siendo esta la razón por la cual las criaturas siempre terminaban yendo a esta casa. En el sótano, encuentran una enorme pila de babosas y al detective Cameron con la boca cubierta con cinta adhesiva y una lata de gasolina que derrama mientras abre las llaves del gas. 
Chris y Cynthia logran huir fuera de la casa mientras Cameron se sacrifica para incendiar el edificio. Chris y Cynthia comparten un beso mientras ven arder la casa.

### Finales
La película tiene dos finales, uno de los cuales se utilizó para el estreno en cines de la película y el otro es el final originalmente previsto por el director Fred Dekker.
En la versión teatral, el perro que provocó el accidente del autobús regresa y se acerca a Cynthia. Cuando Cynthia se inclina hacia él, el perro abre la boca y una babosa salta hacia ella.
El final original muestra a Chris y Cynthia parados frente a la casa de la hermandad en llamas, con la cámara moviéndose hacia la calle donde los coches de policía corren hacia el edificio en llamas. Los coches de policía corren junto al carbonizado y 'zombificado' Cameron, que camina arrastrando los pies por la calle, todavía fumando un cigarrillo, cuando de repente se detiene y cae al suelo. Luego, su cabeza se abre de golpe, con las babosas que se incubaron dentro de su cerebro y se deslizan hacia un cementerio cercano, mientras la nave extraterrestre peina la zona en busca de las criaturas.

## Reparto
| Actor          | Personaje                     | Notas                                            |
| -------------- | ----------------------------- | ------------------------------------------------ |
| Jason Lively   | Chris Romero                  | apellido similar a: George A. Romero             |
| Jill Whitlow   | Cynthia Cronenberg            | apellido similar a: David Cronenberg             |
| Tom Atkins     | Ray Cameron                   | apellido similar a: James Cameron                |
| Steve Marshall | James Carpenter "J.C." Hooper | apellido similar a: John Carpenter y Tobe Hooper |
| Wally Taylor   | Dt. Landis                    | apellido similar a: John Landis                  |
| Bruce Solomon  | Sgt. Raimi                    | apellido similar a: Sam Raimi                    |
| Robert Kino    | Sr. Miner                     | apellido similar a: Steve Miner                  |

## Banda sonora

### Lista de canciones
| Pista | Título                                       | Duración |
| ----- | -------------------------------------------- | -------- |
| 1     | Main Title                                   | 3:32     |
| 2     | The Axe Man Cometh                           | 1:15     |
| 3     | I'm Your Bud                                 | 0:37     |
| 4     | Cylo Lab/It's Alive                          | 2:42     |
| 5     | Thrill Me's Dream                            | 0:53     |
| 6     | Cindy's Scream                               | 3:43     |
| 7     | Done With An Axe                             | 0:33     |
| 8     | Screaming Like Banshees                      | 1:23     |
| 9     | Zombie Cat/Zombie                            | 0:27     |
| 10    | The Bathroom Stall                           | 2:38     |
| 11    | Will You Go With Me?                         | 1:12     |
| 12    | I Took My Twelve Gauge/Return Of The Axe Man | 2:15     |
| 13    | I Already Killed You                         | 2:06     |
| 14    | What's The Tux For?*                         | 1:08     |
| 15    | J.C.'s Last Note                             | 3:10     |
| 16    | Zombie Dog/Turned Over Bus/Zombies Break Out | 1:40     |
| 17    | March Of The Zombies                         | 5:42     |
| 18    | The Count Down*                              | 3:12     |
| 19    | End Credit Suite                             | 4:18     |

Pistas Bono:
| Pista | Título                           | Intérprete   | Duración | Notas                              |
| ----- | -------------------------------- | ------------ | -------- | ---------------------------------- |
| 20    | The Bathroom Stall (no overlay)  |              | 2:38     |                                    |
| 21    | The Count Down                   |              | 3:39     | No se utilizó en la película final |
| 22    | Smoke Gets In Your Eyes          | The Platters | 2:40     |                                    |
| 23    | The Stroll                       | The Diamonds | 2:30     |                                    |
| 24    | Nightmares                       | C-Spot Run   | 4:39     |                                    |
| 25    | Solitude (arr. Barry DeVorzon)   |              | 4:08     |                                    |
| 26    | An Interview with Barry DeVorzon |              | 8:46     |                                    |

## Estreno
La película fue estrenada en VHS y Laserdisc en 1986 por HBO Video /Cannon. Algunos de estos cuentan con el teatro que termina solamente. El DVD y Blu-Ray fue puesto en libertad el 27 de octubre de 2009 por Sony Pictures Home Entertainment y contener el original que termina junto con algunas características especiales.

## Curiosidades
- Los Apellidos de los personajes de la película se basan en varios directores de cine de terror y ciencia ficción:George A. Romero, David Cronenberg, James Cameron, John Carpenter, Tobe Hooper, John Landis, Sam Raimi, Steve Miner.

- La Universidad "Corman", se basa en el director de cine Roger Corman.

- En Chile fue prohibida , pero fue clasificada para mayores de 18 años solo en Valparaíso.[1]